# Мегабиз (сын Зопира)
Мегабиз (др.-перс. Багабухша, др.-греч. Μεγάβυζος; 516 до н. э. — 440 до н. э.), сын Зопира — персидский военачальник во времена державы Ахеменидов.

## Биография
Согласно Ктесию, в 484 до н. э. Мегабиз занял восставший Вавилон, который после вступления на престол Ксеркса I попытался выйти из состава ахеменидского царства. Описание этого эпизода и той хитрости, с помощью которой был захвачен город, Ктесий заимствовал из «Истории» Геродота, в которой эта хитрость приписывалась, впрочем, отцу Мегабиза Зопиру и другому времени.
Мегабиз был женат на царевне Амитис, дочери Ксеркса I, и сопровождал своего тестя в качестве командира отдельного подразделения на войну с греками. Во время похода в 479 до н. э. он отказался выполнить царский приказ разрушить святилище Аполлона в Дельфах. По завершении похода Мегабиз был назначен сатрапом Сирии. Мегабиз был вынужден просить у тестя помощи в решении семейного кризиса, связанного со слухами о внебрачных связях Амитис. После увещеваний царя она была вынуждена поклясться в верности супругу. После убийства Ксеркса в 465 до н. э. его убийца Артабан попытался составить заговор и против нового царя Артаксеркса I, для чего привлёк Мегабиза. Однако последний в решающий момент отказался от заговора, вследствие чего Артабан потерпел поражение.
После вступления на престол Артаксеркса I на периферии персидской империи вспыхнули мятежи. В Египте народ восстал под руководством Инароса, поддержанного греческими наёмниками из Афин, и убил сатрапа Египта Ахемена, брата (по другим сведениям — дяди) нового царя. В 456 до н. э. Мегабиз и Артабаз I были отправлены в Египет, чтобы подавить мятеж. С большим войском он снял осаду с Мемфиса, который все эти годы успешно противостоял Инаросу. Согласно Фукидиду, восставшие бежали вслед за этим на остров Прозопитис в дельте Нила, где Мегабиз осаждал их следующие полтора года, после чего весной 454 до н. э. он приказал отвести мешавший ему рукав Нила в новое русло, после чего напал на остров и победил последних мятежников. Напротив, согласно Ктесию, мятежники бежали в город Библ, где, наконец, они были окончательно покорены. Мегабиз взял Инароса в плен, обещав ему пощадить его жизнь. Однако через пять лет вдовствующая царица Аместрида отомстила Инаресу за своего убитого сына и приказала распять его. Это привело к отчуждению между Мегабизом и царским двором. В 449—448 до н. э. он, вместе с Артабазом, продолжал войну против Афин, поставив при этом Кипр под контроль персов. После этого его дипломатическими усилиями с Афинами был заключен так называемый Каллиев мир.
В следующие годы Мегабиз вёл частную войну против царя Артаксеркса I, победил при этом два царских войска, после чего был прощён царём и вновь принят при дворе. При этом Мегабиз был первым персидским полководцем, который в ходе мятежа прибег к услугам греческих наёмников — практика, получившая широкое распространение в ходе дальнейшей древнеперсидской истории. Несмотря на примирение, вскоре вновь начались раздоры с царём, после того, как Мегабиз спас ему жизнь на охоте, бросив копьё в напавшего на царя льва. Храбрый поступок Мегабиза навлёк на него немилость, поскольку право первого броска на охоте принадлежало царю. Ему удалось избежать обезглавливания только благодаря мольбам его жены и тёщи, однако он был изгнан в городок на берегу Персидского залива. Лишь спустя пять лет ему разрешили вернуться ко двору. Вскоре он умер в возрасте 76 лет.
У Мегабиза были два сына, Зопир и Артифий.